# Terme Maribor
Terme Maribor d.o.o. je podjetje, ki se ukvarja s turističnimi storitvami v Sloveniji.

## Zgodovina
Podjetje je nastalo leta 1985 z izključitvijo iz prometno turistične organizacije Certus Maribor. Prvotna družba se je imenovala Turistično gostinsko podjetje Pohorje Maribor. Leto kasneje je sledilo odprtje štirih prostocarinskih prodajaln na mejnem prehodu Šentilj ter Trate. Leta 1989 je sledilo odprtje kazinoja kot poslovne enote v sestavi podjetja. Leto kasneje v Stražunskem gozdu odkrijejo termalno vodo (temperatura 40-44 stopinj). V letu 1995 je bil posodobljen in prenovljen poslovni hotel Piramida. Naslednje leto je prišlo do odprtja Medicinsko rekreacijskega centra Fontana (MRC), ki se že v začetku začne ukvarjati z medicinsko dejavnostjo. V letu 1997 je bila izločena dejavnost prirejanja posebnih iger na srečo ter ustanovljena družba Terme Maribor. V letu 1998 je sledila otvoritev hotela Habakuk.
Po izboru novinarjev mariborskih medijskih hiš je podjetje dobilo naziv »naj« podjetja v Mariboru za leto 2000. Sledilo je preimenovanje prostocarinskih prodajaln v mejne trgovine - Travel Shops. V letu 2002 so si sledile tri večje otvoritve. 7. marca je bila otvoritev prenovljene Gostilne in pivnice Štajerc, 23. aprila je sledila otvoritev prve restavracije Nordsee v Mariboru in 28. maja otvoritev kongresno-prireditvenega centra Habakuk, wellness-spa centra in novih nočitvenih kapacitet v hotelu Habakuk. V naslednjem letu je MRC Fontana vstopila v javno zdravstveno mrežo. 
V letu 2006 je bil v celoti obnovljen hotel Orel, od maja do decembra pa je sledila novogradnja in adaptacija hotela Bellevue na Mariborskem Pohorju.

## Dejavnosti
Družba se ukvarja z različnimi dejavnostmi. V hotelih, Travel Shopih in gostinskem obratu Gostilna Pri Treh ribnikih izvajajo hotelske, kongresne, medicinske, wellness, gostinske, catering in trgovinske dejavnosti.
1. Hotel Habakuk  je luksuzen hotel s štirimi zvezdicami, ki se nahaja ob vznožju Pohorja.
2. Hotel Piramida  je poslovni hotel s štirimi zvezdicami in se nahaja v samem središču mesta Maribor.
3. Hotel Bellevue  se nahaja na Mariborskem Pohorju, ob zgornji postaji Pohorske vzpenjače v neposredni bližini smučišča.
4. Hotel Orel  je mestni hotel s 150 let dolgo tradicijo; leži sredi starega mestnega jedra.
5. Hotel UNI  se nahaja v centru mesta (neposredna bližina rektorata Univerze v Mariboru, ekonomsko poslovne fakultete, Tehniške fakultete, Pravne fakultete in univerzitetne knjižnice) in je namenjen študentom ter gostujočim profesorjem.
6. Prodajalne (Travel shop) se nahajajo na mejnih prehodih Šentilj in Trate.
7. Gostilna Pri treh ribnikih s tristoletno tradicijo se nahaja v okolju Mestnega parka.
8. MTC Fontana sodi med najsodobnejše centre v Sloveniji. Tukaj najdemo Center za rekreacijo (notranji in zunanji bazeni s termalno vodo, whirpooli, fitnes,...) in Center za medicino (specialistične ambulante s področij fizikalne medicine in rehabilitacije, radiologije,...).